# Vicko Klišević
Vicko (Vincenc, Vinko) Klišević (oko 1743. – 1809.), hrvatski svećenik, orguljaš, skladatelj i graditelj orgulja. Djelovao u Dubrovniku. Stilski je djelovao pod utjecajem talijanskih graditelja, s naglaskom na mletačke.
Kliševićevo orguljarsko znanje je upitno. Pripisuju mu se orgulje u dominikanskoj crkvi u Dubrovniku iz 1775. i nove orgulje u korčulanskoj katedrali sv. Marka.